# (5) Astraea
(5) Astraea ist ein Asteroid des mittleren Hauptgürtels, der vom deutschen Amateurastronomen Karl Ludwig Hencke in Driesen entdeckt wurde. Er hatte bereits seit 1830 mit einem kleinen Teleskop auf dem Dach seines Hauses nach bisher unbekannten Himmelsobjekten gesucht. Dazu kartierte er fünfzehn Jahre lang, allein und ohne finanzielle Unterstützung, die Positionen der Sterne. Am 8. Dezember 1845 beobachtete er (4) Vesta und fand in ihrer Nähe ein Objekt, das er nie zuvor dort gesehen hatte und das nicht in Sternkarten verzeichnet war. Es war seine erste von insgesamt zwei Asteroidenentdeckungen. Christian VIII., König von Dänemark, verlieh Hencke für seine Entdeckung die goldene Medaille mit der Inschrift INGENIO ET ARTI und der König von Preußen Friedrich Wilhelm IV. belohnte Hencke dafür mit dem Roten Adlerorden IV. Klasse, der großen goldenen Medaille und einer jährlichen Zulage von 300 Talern zu seiner Pension.
Nachdem in den Jahren 1801 bis 1807 die ersten vier Asteroiden (1) Ceres, (2) Pallas, (3) Juno und (4) Vesta entdeckt worden waren, hatte es immerhin 38 Jahre gedauert bis zur Entdeckung des fünften. Es war auch die letzte Entdeckung eines Asteroiden, die vor der Entdeckung des Planeten Neptun stattfand. Da damals die Asteroiden noch als vollwertige Planeten gezählt wurden, wurde der im folgenden Jahr entdeckte Neptun als dreizehnter Planet gezählt. Mit der Entdeckung von (6) Hebe im Jahre 1847 begann allerdings eine wahre Flut von Neuentdeckungen von Asteroiden. Daher wurde auf Vorschlag von Alexander von Humboldt im Jahre 1851 die Zahl der (großen) Planeten auf acht begrenzt und der neue Begriff der Asteroiden (auch Planetoiden oder Kleinplaneten) eingeführt.
Der Asteroid wurde benannt nach der griechischen und römischen Göttin Astraea. Sie war die Göttin der Gerechtigkeit, Tochter von Zeus und Themis. Astraea lebte während des Goldenen Zeitalters auf der Erde, aber die Bosheit und Gottlosigkeit der Menschheit während des Bronzenen und Eisernen Zeitalters trieb sie in den Himmel, wo sie unter dem Namen Virgo in die Sternbilder des Tierkreises aufgenommen wurde. Die Benennung erfolgte durch den deutschen Astronomen Johann Franz Encke, der Henckes Entdeckung bereits sechs Tage danach hatte bestätigen können. Die früher für den Asteroiden verwendeten Symbole  oder  stellen eine Waage dar.

## Wissenschaftliche Auswertung
Mit Daten radiometrischer Beobachtungen im Infraroten am Mauna-Kea-Observatorium auf Hawaiʻi vom September 1973 wurden für (5) Astraea erstmals Werte für den Durchmesser und die Albedo von 122 km und 0,13 bestimmt. Radarastronomische Untersuchungen am Arecibo-Observatorium vom 25. Februar bis 4. März 1983 und vom 5. bis 7. Februar 1987 bei 2,38 GHz ergaben für den Asteroiden einen effektiven Durchmesser von 120 ± 14 km. Aus Ergebnissen der IRAS Minor Planet Survey (IMPS) wurden 1992 Angaben zu Durchmesser und Albedo für zahlreiche Asteroiden abgeleitet, darunter auch (5) Astraea, für die damals Werte von 119,1 km bzw. 0,23 erhalten wurden. Mit hochaufgelösten Aufnahmen mit dem Adaptive Optics (AO)-System am Teleskop II des Keck-Observatoriums auf Hawaiʻi im Infraroten vom 17. Juli 2005 konnte ein äquivalenter Durchmesser von 110 ± 14 km abgeleitet werden. Eine Auswertung von Beobachtungen durch das Projekt NEOWISE im nahen Infrarot führte 2011 zu vorläufigen Werten für den Durchmesser und die Albedo im sichtbaren Bereich von 115,0 km bzw. 0,25. Nachdem die Werte nach neuen Messungen mit NEOWISE 2012 auf 106,7 km bzw. 0,28 korrigiert worden waren, wurden sie 2014 auf 108,3 km bzw. 0,27 geändert. Mit einer Auswertung von zwei Sternbedeckungen durch den Asteroiden wurde in einer Untersuchung von 2020 ein mittlerer Durchmesser von 113,0 ± 1,0 km bestimmt.

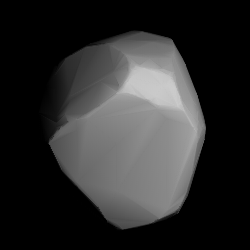
Berechnetes 3D-Modell von (5) Astraea

Nachdem bereits 1921 die Veränderlichkeit der Helligkeit von (5) Astraea festgestellt worden war, erfolgten neue photometrische Beobachtungen am 16. Februar und 5. März 1958 am McDonald-Observatorium in Texas. Aus den aufgezeichneten Lichtkurven konnte aber noch keine Rotationsperiode für den Asteroiden abgeleitet werden. Dies gelang erst bei Beobachtungen im Januar 1962 in China, wo eine Periode von 16,806 h gefunden wurde. Weitere Lichtkurven wurden bei Messungen am 31. Dezember 1969 und 1. Januar 1970 am Kitt-Peak-Nationalobservatorium sowie vom 12. bis 14. Mai 1975 an der Catalina Station, beide in Arizona, gewonnen. Aus den Daten konnte eine Rotationsperiode von 16,8121 h sowie eine Lösung für die Position der Rotationsachse mit retrograder Rotation berechnet werden.
In den 1980er und 1990er Jahren gab es darüber hinaus weitere Untersuchungen, die aus den archivierten Lichtkurven Berechnungen mit unterschiedlichen Methoden zur Bestimmung meist von zwei alternativen Lösungen für die Position der Rotationsachse, des Drehsinns (immer prograd), der Rotationsperiode und der Achsenverhältnisse von Gestaltmodellen durchführten. Dabei gab es immer wieder auch neue photometrische Beobachtungen, die weitere Lichtkurven lieferten, wie am 8. Januar 1983 Table Mountain Observatory in Kalifornien, am 20. Februar 1983 und 7. Februar 1987 am Kitt-Peak-Nationalobservatorium, von 1984 bis 1987 mit dem Carlsberg-Meridiankreis am Roque-de-los-Muchachos-Observatorium auf La Palma (abgeleitete Periode 16,80 h), am 19./20. Februar 1987 am North Valley Stream Observatory im Staat New York, vom 27. Juli bis 3. August 1997 am Osservatorio Astrofisico di Catania in Italien (abgeleitete Periode 16,812 h), vom 25. Juli bis 8. September 1997 am Observatorio de Sierra Nevada in Spanien (abgeleitete Periode 16,801 h, dazu Rotationsachse und Achsenverhältnisse) sowie vom 20. August bis 9. Oktober 1997 an der Außenstelle Tshuhujiw des Charkiw-Observatoriums in der Ukraine und am Krim-Observatorium in Simejis (abgeleitete Periode 16,815 h).
Aus den archivierten Lichtkurven der Jahre 1958 bis 1997 in Verbindung mit eigenen Messungen vom Oktober 2006 bestimmte eine Untersuchung von 2008 erstmals ein dreidimensionales Gestaltmodell für den Asteroiden sowie eine Position der Rotationsachse mit prograder Rotation und eine Periode von 16,8008 h. (5) Astraea erschien im Modell als ein ziemlich eckiger, grob geschnittener Körper. Es gab Anzeichen für eine geringfügige Albedo-Veränderlichkeit, sodass es sich bei einer großen, flachen Struktur durchaus um einen Krater mit Albedo-Markierungen handeln könnte.
Aus 24 archivierten Lichtkurven aus dem Uppsala Asteroid Photometric Catalogue (UAPC) wurde in einer Untersuchung von 2009 für den Asteroiden erneut ein dreidimensionales Gestaltmodell für zwei alternative Positionen der Rotationsachse mit prograder Rotation und eine Rotationsperiode von 16,8006 h berechnet. Ein Vergleich mit 13 Beobachtungen einer Sternbedeckung durch den Asteroiden am 6. Juni 2008 zeigte in einer Untersuchung von 2011, dass von den zuvor bestimmten alternativen Rotationsachsen eine ausgeschlossen werden konnte. Für den mittlereren Durchmesser wurde ein Wert von 115 ± 6 km bestimmt.
Abschätzungen von Masse und Dichte für (5) Astraea aufgrund von gravitativen Beeinflussungen auf Testkörper ergaben in einer Untersuchung von 2012 eine Masse von etwa 2,64·1018 kg, was mit einem angenommenen Durchmesser von etwa 113 km zu einer Dichte von 3,45 g/cm³ führte bei keiner Porosität. Diese Werte besitzen eine Unsicherheit im Bereich von ±19 %. Mit dem neuen Algorithmus All-Data Asteroid Modeling (ADAM) wurde dann 2017 wieder ein Gestaltmodell erstellt, das alle verfügbaren photometrischen Daten in Verbindung mit hochaufgelösten Infrarot-Aufnahmen des Keck-II-Teleskops vom 17. Juli 2005 (siehe oben) und 30. November 2010 sowie den Beobachtungen der Sternbedeckung vom Juni 2008 (siehe oben) gut reproduziert. Für die Rotationsachse wurde eine verbesserte Position mit prograder Rotation bestimmt und die Periode zu 16,80060 h berechnet. Für die Größe wurde ein volumenäquivalenter Durchmesser von 114 ± 4 km abgeleitet.
Zwischen 2012 und 2018 wurden mit der All-Sky Automated Survey for Supernovae (ASAS-SN) auch photometrische Daten von 20.000 Asteroiden aufgezeichnet. Auf mehr als 5000 davon konnte erfolgreich die Methode der konvexen Inversion angewendet werden, darunter auch (5) Astraea, für die in einer Untersuchung von 2021 ein verbessertes dreidimensionales Gestaltmodell für zwei alternative Rotationsachsen mit prograder Rotation und einer Periode von 16,8006 h berechnet wurde. Im Jahr 2023 wurde aus photometrischen Messungen von Gaia DR3 erneut ein dreidimensionales Gestaltmodell des Asteroiden für zwei alternative Rotationsachsen mit prograder Rotation und einer Periode von 16,8008 h berechnet.

## Astraea-Familie
(5) Astraea ist namensgebendes und größtes Mitglied einer Asteroidenfamilie mit ähnlichen mittleren Bahneigenschaften, wie eine Große Halbachse von 2,58 AE, eine Exzentrizität von 0,20 und eine Bahnneigung von 4,5°. Taxonomisch handelt es sich um Asteroiden vorwiegend der Spektralklasse S, die mittlere Albedo liegt bei 0,25. Der Astraea-Familie wurden im Jahr 2019 über 6000 Mitglieder zugerechnet, ihr Alter wird auf etwa 400 Mio. Jahre geschätzt.